# Fengruiïta
La fengruiïta és un mineral de la classe dels sulfurs que pertany al grup de la pearceïta-polibasita.

## Característiques
La fengruiïta és un sulfur de fórmula química [Ag₆Sb₂S₇][Ag₉CuS₂Te₂]. Va ser aprovada com a espècie vàlida per l'Associació Mineralògica Internacional en el mes de febrer de l'any 2025, i encara resta pendent de publicació. Cristal·litza en el sistema trigonal.
L'exemplar que va servir per a determinar l'espècie, el que es coneix com a material tipus, es troba conservat a les col·leccions del Museu Geològic de la Xina, a Pequín (República Popular de la Xina), amb el número de catàleg: GMCTM2024004.

## Formació i jaciments
Va ser descoberta a la mina Haopinggou, a uns 60 km al sud-oest del comtat de Luoning, a la província de Henan (República Popular de la Xina). Aquesta mina xinesa és l'únic indret de tot el planeta on ha estat descrita aquesta espècie mineral.